# جحنون
جَحْنُون (بالعبرية: גַ׳חְנוּן) هي معجنات يهودية يمنية, بدأ تحضيرها عند يهود عدن، تؤكل هذه المعجنات بشكل عام صباح يوم الشبات.

## التحضير
وفقا للقانون اليهودي يحظر اشعال النار أو الطبخ في يوم السبت الشبات. يتم ترك جحنون في فرن بطيء الطبخ بين عشية وضحاها. يتم إعدادها من العجين الذي يخرج على شكل رقيق ويدهن مع السمن (تقليديا أو زبدة) ويطوى على غرار نفخة المعجنات. يتحول إلى لون غامق وله طعم حلو قليلا. يتم تقديمه تقليديا مع الطماطم المسحوق أو المبشور والبيض المسلوق، وسحوق. العجين المستخدم لجحنون هو نفسه الذي يستعمل لملوح. أصبح الجحنون أكلة شعبية في إسرائيل بين الأوساط العرقية الأخرى من غير اليمانية ويباع مجمداً في أسواق سوبر الماركت الإسرائيلية.